# Eubaphe weyenberghii
Eubaphe weyenberghii là một loài bướm đêm trong họ Geometridae.